# Diospyros strigosa
Diospyros strigosa là một loài thực vật có hoa trong họ Thị. Loài này được Hemsl. mô tả khoa học đầu tiên năm 1910.